# Narrow Neck (Nouvelle-Zélande)
Narrow Neck est une banlieue de la cité d’Auckland, située dans l ’ Île du Nord de la Nouvelle-Zélande.

## Situation
La petite localité de 'Narrow Neck ', est entourée à l'est par les eaux du Golfe de Hauraki, au sud-ouest, par la banlieue de Vauxhall ( située à 813 m), au sud, par celle de Devonport (située à 1,6 km au delà) ,
à l'ouest, de la banlieue de Bayswater (située à 2,0 km) de distance et au nord-ouest, par la ville de Belmont (située à 647 m).

## Histoire
Jusqu’au milieu du XIXe siècle, le village de  Devonport était connecté avec le reste du ‘North Shore’ par une chaussée entre la baie de ‘Ngataringa Bay’ et le Golfe de Hauraki.  Cette chaussée donnait l’apparence d’un "cou étroit ". Sur le côté est de cette bande de terre, se trouve la plage de ‘Narrow Neck beach’ , sur côté ouest s’étendait une importante mangrove marécageuse.
À la fin du XIXe siècle, la majorité des terrains humides de la mangrove furent drainés et comblés pour créer un terrain utilisé comme champ de course pour les chevaux jusqu’en 1930 et ensuite comme parcours de golf. 
Durant les guerres mondiales, le secteur fut utilisé comme camp d’entraînement militaire. 
À partir de 1927 et jusqu’en 1930, une installation de stockage de munition de la Royal New Zealand Navy fut installé dans la banlieue puis les munitions furent déplacées vers le Kauri Point Armament Depot (en) à partir de 1937.
Tout près de l’angle ouest de la zone mise en état, une nouvelle route fut construite, constituant une liaison plus directe pour assurer le lien entre la ville de Devonport et celle de  Takapuna.

## Gouvernance locale
Narrow Neck est sous la gouvernance locale du Conseil d’Auckland.

## population
Lors du recensement de 2013, la banlieue de ‘Narrow Neck’ avait une population de 3 720 habitants, en augmentation de 102 résidents (2,8 pour cent) par rapport à celui de 2006.